# (7008) Павлов
(7008) Павлов (лат. Pavlov) — типичный астероид главного пояса, открыт 23 августа 1985 года советским астрономом Николаем Черных в Крымской астрофизической обсерватории и 8 августа 1998 года назван в честь астронома Николая Павлова.

## Обнаружение и именование
(7008) Павлов
Открыт 23 августа 1985 года в Крымской астрофизической обсерватории Н. С. Черных.
Назван в память о профессоре Ленинградского университета и руководителе службы времени Пулковской обсерватории Николае Никифоровиче Павлове (1902—1985). Он внёс большой вклад в изучение вращения Земли и был первым, кто применил для меридианных наблюдений фотоэлектрическую регистрацию вместо визуальной.
Оригинальный текст (англ.)7008 Pavlov
Discovered 1985 Aug. 23 by N. S. Chernykh at the Crimean Astrophysical Observatory.
Named in memory of Nikolaj Nikiforovich Pavlov (1902—1985), professor at Leningrad University and head of the Pulkovo Observatory Time Service. He made a great contribution to the study of the earthʹs rotation and was the first to apply photoelectric, rather than visual, registration to meridian observations.
Источники: 19980808/MPCPages.arc; M.P.C. 32347.

## Орбита

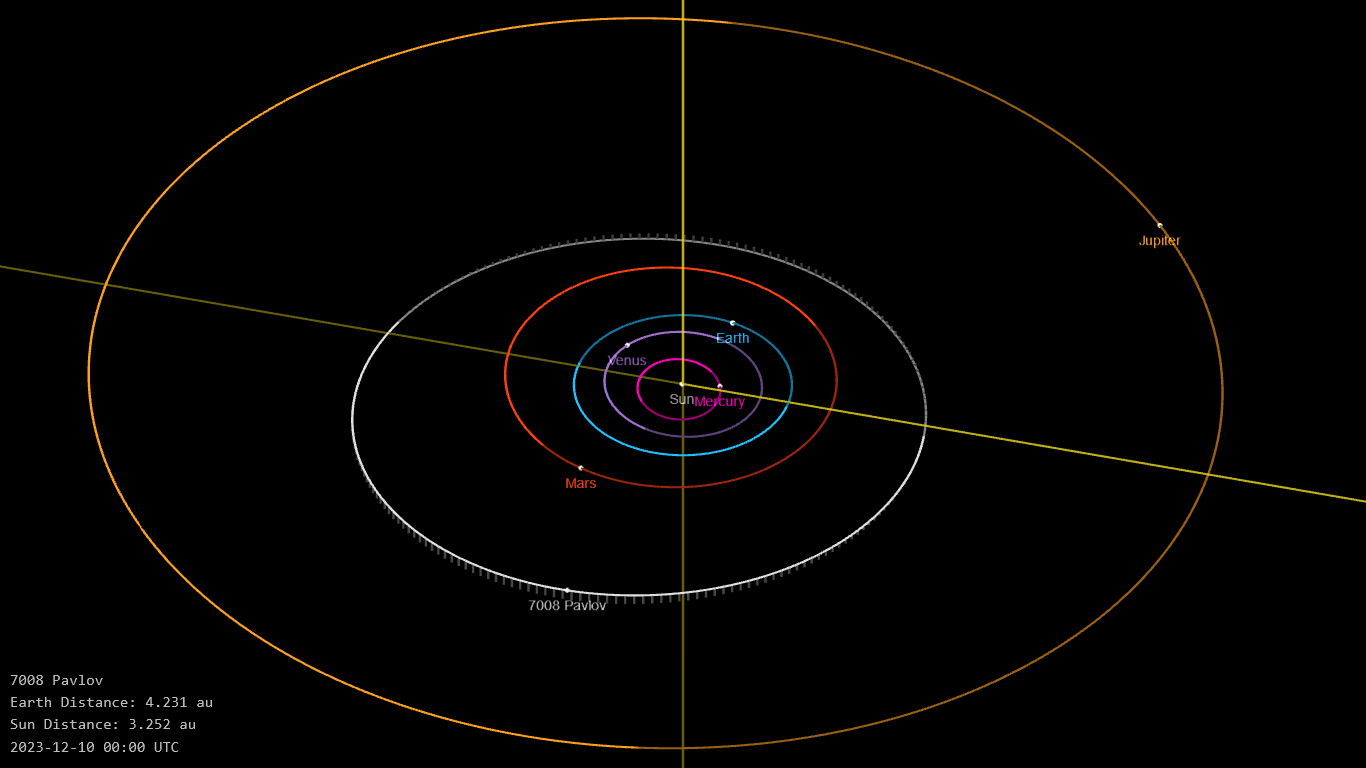
Орбита астероида Павлов и его положение в Солнечной системе

## Физические характеристики
Астероид относится к таксономическому классу C.
По результатам наблюдений в видимом и ближнем инфракрасном диапазоне космического телескопа NEOWISE диаметр астероида оценивался равным 7,306±0,418 км. Согласно тем же источникам альбедо оценивается как 0,1444±0,0309 и 0,144±0,031.